# Monochelus funebris
Monochelus funebris är en skalbaggsart som beskrevs av Louis Albert Péringuey 1902. Monochelus funebris ingår i släktet Monochelus och familjen Melolonthidae. Inga underarter finns listade i Catalogue of Life.